# 暴走兄弟朝聖趣
《暴走兄弟朝聖趣由文化內容策進院、亞洲衛星電視、東森電視聯合出品旅遊實境節目，於2024年11月2日首播。主持人為盧廣仲、李玉璽、美麗本人。
朝聖，成為離開家鄉、出發旅行的理由。三人並肩踏上憧憬已久的朝聖之路，經歷了超過800公里，體力、耐力、心靈的三重考驗，走訪位於西班牙的朝聖之路（聖雅各之路）和日本的熊野古道（世界遺產），展現東西方兩條朝聖路線的魅力與文化內涵！

## 播出時間

### 首播
| 頻道                           | 所在地 | 播出日期                     | 播出時間             | 備註 |
| ------------------------------ | ------ | ---------------------------- | -------------------- | ---- |
| 亞洲旅遊台（MOD版）            | 臺灣   | 2024年11月2日－2025年1月25日 | 每週六 21:00 - 22:00 |      |
| 東森綜合台                     | 臺灣   | 2024年11月2日－2025年1月25日 | 每週六 22:00 - 23:00 |      |
| 亞洲旅遊台（有線電視、國際版） | 臺灣   | 2024年11月9日－2025年2月1日  | 每週六 21:00 - 22:00 |      |